# Bettina Zimmermann

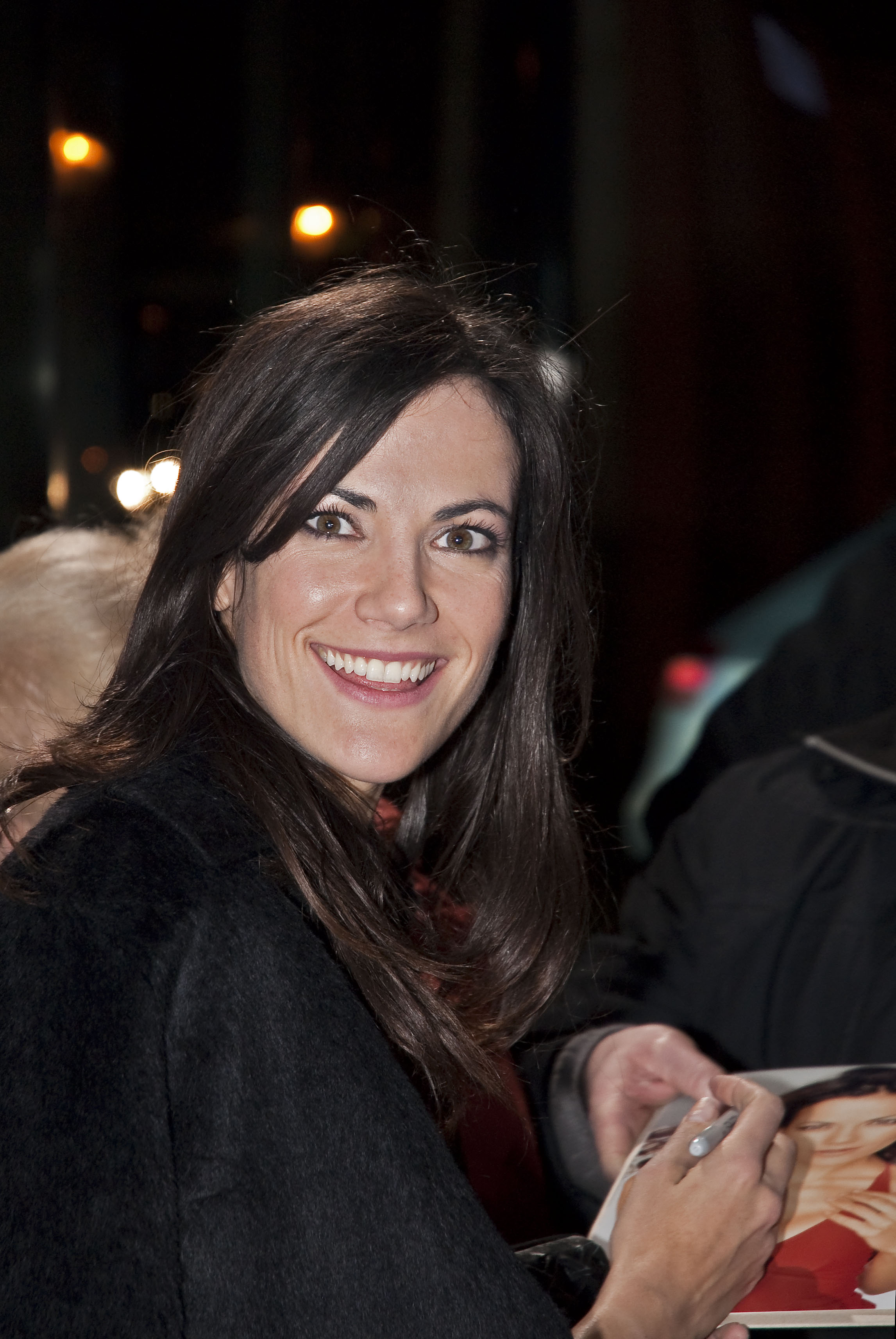
Bettina Zimmermann

Bettina Zimmermann (n. 31 martie 1975, Großburgwedel lângă Hannover) este o actriță germană.

## Date biografice
Zimmermann urmează cursurile școlii reale în Burgwedel, apoi studiază dramaturgia în Hamburg, unde lucra ca fotomodel. La început apare în diferite filme scurte publicitare, și serial TV, la posturile RTL și Sat.1. Bettina Zimmermann a fost patru ani prietena regizorului Oliver Berben, fiul actriței Iris Berben, Între anii trăiește împreună cu actorul comic Erkan. Între 2005 - 2006 s-a reîntors la fostul ei prieten Oliver Berben. Din anul 2007 trăiește în Berlin, împreună cu operatorul de film Vladimir Subotic cu care are un fiu.

## Filmografie
- 1998: Doppeltes Spiel mit Anne
- 1999: Todsünden – die zwei Gesichter einer Frau (TV)
- 2000: Fisimatenten
- 2000: Schule
- 2001: Eine Hochzeit und (k)ein Todesfall (TV)
- 2001: Bronski & Bernstein (Fernsehserie)
- 2001: Kleiner Mann sucht großes Herz (TV)
- 2001: Victor Vogel – Commercial Man
- 2001: Who is Who
- 2001: Mondscheintarif
- 2002: Erkan und Stefan – Gegen die Mächte der Finsternis
- 2002: Sektion – die Sprache der Toten (TV)
- 2002: Geliebte Diebin (TV)
- 2002: Vaya Con Dios
- 2003: Triell
- 2003: Apokalypse Eis - Der Tag, an dem die Welt erfriert
- 2003: Das Unbezähmbare Herz (TV)
- 2003: Alarm für Cobra 11: Feuer und Flamme (TV)
- 2004: P.I. Post Impact
- 2004: Vernunft & Gefühl (TV)
- 2004: Apokalypse Eis
- 2005: Löwenzahn - Die Reise ins Abenteuer
- 2005: Die Luftbrücke – Nur der Himmel war frei (TV)
- 2005: Es war Mord und ein Dorf schweigt (TV)
- 2005: Wen die Liebe trifft
- 2006: Die Sturmflut
- 2006: Cars (Stimme von Sally)
- 2007: 2030 – Aufstand der Alten (TV)
- 2007: Unter Mordverdacht – Ich kämpfe um uns (TV)
- 2007: Vermisst – Liebe kann tödlich sein (TV)
- 2007: Mordshunger (TV)
- 2008: Kung Fu Panda (Stimme von Tigress)
- 2008: Die Jagd nach dem Schatz der Nibelungen (TV)
- 2008: Mein Herz in Chile (TV, serial)
- 2008: Lost City Raiders (TV)
- 2009: Schicksalstage in Bangkok (TV)
- 2009: 2030 – Aufstand der Jungen (TV)
- 2009: Shoot the Duke
- 2010: Die Jagd nach der Heiligen Lanze (TV)
- 2010: Deckname Annett (Documentar-Drama)

## Distincții
- 2006: DIVA-Award – Beste Schauspielerin des Jahres (Jurypreis)
- 2006: Maxim – Woman of the year (Movie National)
- 2003: Jupiter – Beste Fernsehdarstellerin in „Geliebte Diebin“
- 2002: Maxim – Woman of the year